# Spirits Having Flown
A Spirits Having Flown című lemez a Bee Gees együttes diszkográfiájának huszonhetedik nagylemeze.

## Az album dalai
1. Tragedy  (Barry, Robin és Maurice Gibb) – 5:03
2. Too Much Heaven  (Barry, Robin és Maurice Gibb) – 4:55
3. Love You Inside Out (Barry, Robin és Maurice Gibb) – 4:11
4. Reaching Out (Barry, Robin és Maurice Gibb) – 4:05
5. Spirits (Having Flown)   (Barry, Robin és Maurice Gibb) – 5:19
6. Search, Find (Barry, Robin és Maurice Gibb) – 4:13
7. Stop (Think Again) (Barry, Robin és Maurice Gibb) – 6:40
8. Living Together (Barry, Robin és Maurice Gibb) – 4:21
9. I'm Satisfied(Barry, Robin és Maurice Gibb) – 3:55
10. Until  (Barry, Robin és Maurice Gibb) – 2:27

## A számok rögzítési ideje
1978. május, július-november Criteria Recording Stúdió, Miami, Sound Mixers Stúdió, New York 

A lemezre szánt Desire című szám (Barry, Robin és Maurice Gibb) később Andy Gibb: After dark nagylemezén jelent meg.

## Közreműködők
A Bee Gees együttes által játszott dalok esetében:
- Barry Gibb – ének, gitár
- Robin Gibb – ének
- Maurice Gibb – ének, basszusgitár, zongora
- Dennis Byron – dob
- Joe Lala – ütőhangszerek
- Blue Weaver – billentyűs hangszerek, szintetizátor
- Chocolate Perry – basszusgitár
- Harold Cowart – basszusgitár
- Alan Kendall – gitár
- George Terry – gitár
- Gary Brown – szaxofon
- Boneroo Horns (Peter Graves, Neil Bonsanti, Bill Purse, Ken Faulk, Whit Sidener, Stan Webb): – rézfúvósok
- The Chicago Horns (James Pankow, Walter Parazaider, Lee Loughnane) – rézfúvósok
- Jerome Richardson, Herbie Mann – fuvola
- Daniel Ben Zebulon – ütőhangszerek
- Albhy Galuten stúdiózenekara, karmester Gene Orloff (Sound Mixers), Bob Basso (Criteria)

## A nagylemez megjelenése országonként
- Ausztrália  RSO 2394 216 1979
- Belgium  RSO 2658 216 1979
- Brazília  RSO 2394 216 1979
- Egyesült Államok  RSO RS-1-3041 1979
- Egyesült Királyság RSO RS BG 001 1979
- Franciaország  RSO 2394 216 1979
- Izrael RSO 2394 216 1979
- Hollandia  RSO 2394 216 1979
- Japán  RSO MWF-1058 1979, CD: Polydor P33W25015 1987, Polydor POCP2243 1993, Polydor/Universal UICY-3818 2004
- Jugoszlávia RTB LP 555 950 1979
- Kanada RSO RS-1-3041 1979
- Koreai Köztársaság Sung Eum SEL 200 331 1979
- Mexikó RSO LPR 16291 1979
- Németország  RSO 2658 216 1979, RSO 27242 (Club edition) 1979
- Norvégia RSO 2394 216 1979
- Olaszország RSO 2394 216 1979
- Peru  RSO 2394 216 1979
- Portugália RSO 2394 216 1979
- Spanyolország RSO 24 79 222 1979
- Svájc  RSO 2658 216 1979
- Szingapúr RSO 2394 216 1979
- Szovjetunió  MELODIA C60-15757 1981
- Uruguay RSO 2394 216 1979

## Az album dalaiból megjelent kislemezek, EP-k
- Love You Inside Out / I'm Satisfied  Ausztrália  RSO 2090 349 1979, Belgium  RSO 2090 349 1979, Brazília  RSO 2141 039 1979, Egyesült Államok RSO RS-925 1979, Egyesült Királyság RSO 31 1979, Franciaország  RSO 2090 349 1979, Guatemala RSO 2090 349 1979, Hollandia RSO 2090 349 1979, Japán  RSO DWQ 6070 1979, Kanada RSO RS-925 1979, Németország RSO 2090 349 1979, RSO 2141 099 1979, Portugália RSO 2090 349 1979, Svájc  RSO 2090 349 1979
- Reaching Out / Spirits Having Flown Chile RSO 2090 388
- Reaching Out / Until / Search Find / I'm Satisfied Brazília Polydor 2252 131 1979
- Spirits Having Flown / Wind of Change Belgium RSO 2090 412  1979, Egyesült Királyság RSO 52, RSO X 52 1979, Hollandia RSO 2252 135 1979, Japán RSO DWQ-6083 1979, Németország RSO 2090 412  1979
- Spirits having flown / I'm satisfied / Until Szovjetunió CTEPEO C6220 399 033 1983 1979,  Meaoanr ROCT528980 1979
- Too Much Heaven / Rest Your Love On Me 1978 Ausztrália  RSO 2090 331 1978, Belgium  RSO 2090 331 1978, Brazília  RSO 2090 331 1978, Dél-afrikai Köztársaság RSO PS 1049 1978, Egyesült Államok  RSO RS-913 1978, Egyesült Királyság RSO 25 1978, Franciaország  RSO 2090 331 1978, Görögország RSO 2090 331 1978, Hollandia  RSO 2090 331 1978, Japán  RSO DWQ 6065 1978, Jugoszlávia RTB-RSO S 54035 1978, Kanada RSO RS-913 1978, Németország RSO 2090 331 1978, Olaszország RSO 2090 331 1978, Portugália RSO 2090 331 1978, Spanyolország RSO 2090 331 1978, Svájc  RSO 2090 331 1978
- Too Much Heaven / Rest Your Love On Me / Baby as you turn away Mexikó RSO 2461 1978
- Too Much Heaven Lengyelország TONPRESS R-0886 flexi disc 1979
- Tragedy / Until  Ausztrália  RSO 2090 340 1979, Belgium  RSO 2090 340, 1979, RSO 2141 061 1979, Kanada RSO RS-918 1979, Egyesült Államok  RSO RS-918 1979, Egyesült Királyság RSO 27 1979, Franciaország  RSO 2090 340 1979, Németország RSO 2090 340 1979, Hollandia  RSO 2090 340 1979, Japán  RSO DWQ 6067 1979, Jugoszlávia RTB S54037 1979, Portugália RSO 2090 340 1979, Spanyolország RSO 2090 340 1979, Svájc  RSO 2090 340 1979
- Tragedy / Love Me / You Stepped Into My Life Mexikó RSO EP 2464 1979

## Eladott példányok
A Spirits Having Flown című lemezből a világ országaiban 21 millió példány (ebből Amerikában 5 millió, az Egyesült Királyságban 900 ezer, Kanadában 900 ezer, Németországban 800 ezer és Franciaországban 880 ezer) került értékesítésre.

## Number One helyezés a világban
- Spirits (Having Flown)  Argentína, Ausztrália, Brazília, Chile, Dél-afrikai Köztársaság, Egyesült Államok, Egyesült Királyság, Franciaország, Hollandia, Kanada, Németország, Norvégia, Olaszország, Spanyolország, Svédország, Svájc, Új-Zéland
- Too Much Heaven Argentína, Brazília, Chile, Dél-afrikai Köztársaság, Egyesült Államok, Franciaország, Kanada, Norvégia, Olaszország, Spanyolország, Svédország, Új-Zéland
- Tragedy  Brazília, Egyesült Államok, Egyesült Királyság, Olaszország,  Írország, Izrael, Kanada, Spanyolország, Új-Zéland